# Myrmecia chrysogaster
Espèce
Myrmecia chrysogaster est une espèce de fourmi originaire d'Australie. Les plus fortes populations de cette fourmi géante se trouvent dans l'est du pays, surtout dans la partie méridionale des États du Queensland et de la Nouvelle-Galles du Sud.
L'espèce est décrite pour la première fois en 1943.

## Nom vernaculaire et classement
Du fait de son agressivité, cet insecte social est aussi connu sous le nom vernaculaire de « fourmi bouledogue ».
La fourmi bouledogue appartient au genre Myrmecia, à la sous-famille Myrmeciinae.
La plupart des ancêtres des fourmis du genre Myrmecia n'ont été retrouvés que dans des fossiles, à l’exception de Nothomyrmecia macrops, seul parent vivant actuellement.

## Biologie
La taille des ouvrières de l'espèce Myrmecia chrysogaster est d'environ 9 mm de long. Myrmecia chrysogaster présente des pattes jaunes, des antennes, des mandibules, un thorax et un abdomen bruns. Sa tête est d'un brun tirant vers le noir. Son corps est couvert de poils épars, très fins et courts, de couleur jaune ; cette pubescence peut être très abondante au niveau de l'abdomen.

## Source de la traduction
- (en) Cet article est partiellement ou en totalité issu de l’article de Wikipédia en anglais intitulé « Myrmecia chrysogaster » (voir la liste des auteurs)..